# Diviziunea de recensământ 3, Alberta
Diviziunea de recensământ din provincia canadiană Alberta cuprinde:
- Cities (orașe)

- Towns (Localități urbane)
  - Cardston
  - Claresholm
  - Fort Macleod
  - Granum
  - Magrath
  - Nanton
  - Pincher Creek
  - Stavely
- Villages (Sate)
  - Cowley
  - Glenwood
  - Hill Spring

- Municipal districts (Districte municipale)
  - Cardston County
  - Pincher Creek No. 9, M.D. of
  - Willow Creek No. 26, M.D. of

- Improvement districts (Teritorii neîncorporate)
  - Improvement District No. 4 (Waterton Lakes National Park)
- Indian reserves (Rezervații indiene)
  - Blood 148
  - Blood 148A
  - Piikani 147